# Taboiaki (Beru)
Taboiaki ist ein Ort im südlichen Teil des pazifischen Archipels der Gilbertinseln nahe dem Äquator im Staat Kiribati mit einer Landfläche von 0,17 km². Im Jahr 2020 hatte der Ort 353 Einwohner.

## Geographie
Der Ort liegt nahe der Südspitze des Atolls Beru an der Westküste, südlich des Inselflugplatzes (BEZ, NGBR) und des Ortes Eriko. Im Ort gibt es das Taboiaki Maneaba, das lokale traditionelle Versammlungshaus.

## Klima
Das Klima ist tropisch heiß, wird jedoch von ständig wehenden Winden gemäßigt. Ebenso wie die anderen Orte der südlichen Gilbertinseln wird Taboiaki gelegentlich von Zyklonen heimgesucht.